# Lognkosauria
Lognkosauria (лат.) — клада завроподных динозавров из более широкой клады Lithostrotia, живших во время верхнемеловой эпохи на территории нынешней Южной Америке.
Таксон ввёл в систематику Хорхе Кальво Орландо в 2007 году при кладистическом анализе, когда стало ясно, что южноамериканские завроподы Futalognkosaurus и Mendozasaurus тесно связаны. Он определил группу как состоящую из последнего общего предка Futalognkosaurus dukei и Mendozasaurus neguyelap и их потомков. В 2007 году в группу был назначен Puertasaurus, а c 2011 года Traukutitan рассматривается в качестве представителя группы. Африканский род Malawisaurus в соответствии с анализом является сестринским к группе Lognkosauria.

## Классификация
По данным сайта Fossilworks, на декабрь 2018 года в кладу включают 9 вымерших монотипических родов:
- Argentinosaurus Bonaparte and Coria 1993
- Drusilasaura Navarrete et al. 2011
- Futalognkosaurus Calvo et al., 2007
- Mendozasaurus González-Riga, 2003
- Notocolossus González Riga et al. 2016
- Patagotitan Carballido et al. 2017
- Puertasaurus Novas et al., 2005
- Quetecsaurus González Riga and Ortiz David 2014
- Traukutitan Juárez Valieri & Calvo, 2011